# Together Forever (Rick Astley)
Together Forever è un singolo del cantante britannico Rick Astley registrato nel 1987 e pubblicato nel 1988. Ha una struttura accordale e melodica simile al precedente singolo Never Gonna Give You Up. Il 18 giugno 1988 raggiunse la prima posizione nella classifica dei singoli musicali Billboard Hot 100.

## Tracce

### 7" single
1. Together Forever (Lover's Leap Remix) – 3:20
2. I'll Never Set You Free – 3:30

### 12" maxi
1. Together Forever (Lover's Leap Extended Remix) – 7:00
2. I'll Never Set You Free – 3:30

### 12" maxi - "Together Forever / Megamix"
1. Together Forever (Super Dub Mix)
2. Don't Say Goodbye
3. Never Gonna Give You Up
4. Whenever You Need Somebody
5. Together Forever